# Fight for This Love
«Fight for This Love» es el primer sencillo como solista de la cantante británica Cheryl Cole, incluido en su disco debut 3 Words. Fue lanzada el 30 de octubre de 2009 en Irlanda y posteriormente en distintos países europeos aunque por fechas de publicación en algunos países fue lanzada como segundo sencillo. El tema fue escrito y producido por Wayne Wilkins, Steve Kipner y coescrita por Andre Merritt, fue ofrecida a Cole en forma de demo, con voces masculinas. En algunas publicaciones Cole asegura que sintió una conexión especial con la canción, tanto por su estilo musical y como por su letra se diferenciaba bastante del estilo manejado por Girls Aloud. "Fight for This Love" dividió a la crítica ya que mientras unos alababan la voz de Cole y su potencial para los Clubs, otros señalaban los versos lentos y la debilidad de la voz de Cole. 
La canción logró debutar en el número uno en la lista de sencillos del Reino Unido. "Fight For This Love" alcanzó también el puesto número uno en la lista de sencillos de Dinamarca en su séptima semana, y ha tenido un notable éxito en varios países europeos, consiguiendo alcanzar la cima de las listas de popularidad y de ventas en varios países. El sencillo es también el tema inicio del programa "Germany's Next Topmodel" en su quinta edición, presentado por Heidi Klum.
"Fight for This Love" fue el sencillo más rápidamente vendido, en el año 2009, en Reino Unido, siendo el cuarto sencillo más vendido del mismo año, y el número 29 de toda la década. La canción fue nominada a la edición 2010 de los BRIT Awards en la categoría de "Mejor sencillo británico".

## Antecedentes y composición
"Fight for This Love" es una canción de estilo pop y R&B con influencias de música house. Está escrita en mi menor con un compás en el tiempo común y un ritmo de 123 pulsaciones por minuto. El rango vocal abarca desde E3 a D5, y la progresión de acordes básicos de la canción es Am, G, D, G, BM, y Em. "Fight for This Love" utiliza la repetición, en particular en el puente y el estribillo, en la que Cheryl repite las mismas palabras o frases varias veces.
El sencillo es la primera incursión en el mundo de la canción, de manera independiente del grupo Girls Aloud. La canción llegó a Cheryl en un "demo" cantado por un hombre. La cantante afirmó que ella "sabía en el instante que era un sencillo potencial", ya que "había conectado muy bien con el tema". Los medios, acusaron a la artista de robar la melodía de la canción del año 2007 "Lil Star", de la cantante Kelis. También se ha apuntado que "Fight for This Love" tiene también una progresión de acordes similares a "All My Life" de K-Ci & JoJo. La canción fue estrenada el 7 de septiembre del año 2009 en el programa de Chris Moyles en la BBC Radio 1.

## Recepción
La recepción de la crítica hacia "Fight for This Love" ha sido bastante desigual. Digital Spy, afirmó que la canción "no era algo innovador, y que la voz de Cheryl no era muy potente, pero que gracias a su encanto, y a la promoción que estaba recibiendo en The X Factor, el tema debería conducir su carrera en solitario a tener un comienzo exitoso". El Blog de la BBC apuntó: "En favor de Cheryl, diremos que es obvio que hizo esfuerzo un por grabar algo alejándose del sonido característico que solía hacer con las Girls Aloud. Como resultado de este esfuerzo, se creó un híbrido interesante entre pop, dance y R&B, que queda bastante bien en su voz. Es una verdadera pena que no tenga más recursos vocales". A pesar de dar a la canción cuatro estrellas de cinco, la reacción de CBBC Newsround fue mixta, en la crítica dijo del sencillo que tenía un "sonido realmente moderno [...] Su estribillo es pegadizo y se queda rápidamente en tu cabeza. Por el contrario, el resto de la canción es bastante olvidable y no es tan memorable como las canciones que Cheryl solía hacer con su grupo, Girls Aloud". PopJustice, por su parte, elogió la canción, describiéndola como "una de esas canciones que puedes escuchar una y otra vez sin aburrirte [...] Como algunos de los mejores temas pop 'Fight for This Love' es una canción sencilla y sin pretensiones, pero hay algo más de lo que es inicialmente evidente, ya que la producción es sin duda un poco superior al resto".
La canción fue nominada como "Mejor sencillo británico" en los BRIT Awards 2010, premio que Cheryl logró ganar el pasado año con el grupo Girls Aloud.

## Lista de canciones y formatos
| Sencillo en CD 1. "Fight for This Love" (Main Version) — 3:46 2. "Didn't I" — 3:45 Sencillo digital para Reino Unido 1. "Fight for This Love" (Main Version) — 3:46 2. "Fight for This Love" (Moto Blanco Club Mix) - 7:28 Extended Play digital para Reino Unido 1. "Fight for This Love" (Cahill Club Mix) — 6:27 2. "Fight for This Love" (Crazy Cousinz Club Mix) — 5:42 3. "Fight for This Love" (Sunship Old Skool UK Garage Remix) — 5:01 4. "Fight for This Love" (Moto Blanco Radio Edit) — 3:42 5. "Fight for This Love" (Crazy Cousinz Radio Edit) — 4:00 | Versiones oficiales - "Fight for This Love" (Main Version) — 3:46 - "Fight for This Love" (Cahill Club Mix) — 6:27 - "Fight for This Love" (Cahill Radio Edit) — 3:42 - "Fight for This Love" (Cahill Vocal Dub) - 5:35 - "Fight for This Love" (Crazy Cousinz Club Mix) — 5:42 - "Fight for This Love" (Crazy Cousinz Radio Edit) — 4:00 - "Fight for This Love" (Crazy Cousinz Instrumental) - 5:27 - "Fight for This Love" (Moto Blanco Club Mix) — 7:26 - "Fight for This Love" (Moto Blanco Radio Edit) — 3:42 - "Fight for This Love" (Moto Blanco Dub) — 6:25 - "Fight for This Love" (Sunship Old Skool UK Garage Remix) — 5:01 - "Fight for This Love" (Sunship Old School UK Garage Edit) — 3:41 - "Fight for This Love" (Sunship Old School UK Garage Dub) - 5:02 |

## Posicionamiento en listas y certificaciones
| Lista (2009–2010)                     | Mejor posición |
| ------------------------------------- | -------------- |
| Alemania (Offizielle Deutsche Charts) | 4              |
| Australia (ARIA Singles Chart)        | 54             |
| Austria (Ö3 Austria Top 40)           | 4              |
| Bélgica (Flandes) (Ultratop 50)       | 13             |
| Bélgica (Valonia) (Ultratop 50)       | 7              |
| Dinamarca (Tracklisten)               | 1              |
| Escocia (The Official Charts Company) | 1              |
| España (Top 100 Canciones)            | 12             |
| Eslovaquia (Radio Top 100 Chart)      | 8              |
| Europa European Hot 100               | 3              |
| Francia (SNEP)                        | 7              |
| Hungría (Single Top 20)               | 4              |
| Irlanda (IRMA)                        | 1              |
| Italia (FIMI)                         | 5              |
| Noruega (VG-lista)                    | 1              |
| Países Bajos (Dutch Top 40)           | 2              |
| Polonia (Polish Airplay Top 100)      | 3              |
| Reino Unido (UK Singles Chart)        | 1              |
| República Checa (Radio Top 100 Chart) | 8              |
| Suecia (Sverigetopplistan)            | 2              |
| Suiza (Schweizer Hitparade)           | 3              |

| País        | Organismo certificador | Certificación | Ventas  | Ref.   |
| ----------- | ---------------------- | ------------- | ------- | ------ |
| Alemania    | BVMI                   | Oro           | 150 000 | [ 22 ] |
| Dinamarca   | IFPI Dinamarca         | Oro           | 15 000  | [ 23 ] |
| Italia      | FIMI                   | Platino       | 30 000  | [ 24 ] |
| Reino Unido | BPI                    | Platino       | 600 000 | [ 25 ] |
| Suecia      | IFPI Suecia            | Platino       | 40 000  | [ 26 ] |
| Suiza       | IFPI Suiza             | Oro           | 15 000  | [ 27 ] |

### Sucesión en listas
| Anterior: «Bad Boys» de Alexandra Burke con Flo Rida             | Irish Singles Chart — Sencillo Nro 1 22 de octubre de 2009 — 18 de noviembre de 2009 | Siguiente: «You Are Not Alone» de The X Factor Finalists 2009 |
| Anterior: «Bad Boys» de Alexandra Burke con Flo Rida             | UK Singles Chart — Sencillo Nro 1 25 de octubre de 2009 — 7 de noviembre de 2009     | Siguiente: «Everybody in Love» de JLS                         |
| Anterior: «Skrøbeligt fundament (Støt Haiti)» de Various Artists | Tracklisten — Sencillo Nro 1 12 de marzo de 2010 — 1 de abril de 2010                | Siguiente: «My Dream» de Thomas Ring                          |
| Anterior: «Telephone» de Lady Gaga con Beyoncé                   | VG-lista — Sencillo Nro 1 15.ª semana de 2010 — 17.ª semana de 2014                  | Siguiente: «Stereo Love» de Edward Maya & Vika Jigulina       |

## Historial de lanzamiento
| País         | Fecha                        | Formato                          | Compañía discográfica |
| ------------ | ---------------------------- | -------------------------------- | --------------------- |
| Irlanda      | 16 de octubre del año 2009   | Descarga digital, sencillo en CD | Polydor Records       |
| Países Bajos | 18 de octubre del año 2009   | Descarga digital                 | Universal Music       |
| Suecia       | 18 de octubre del año 2009   | Descarga digital                 | Universal Music       |
| Reino Unido  | 19 de octubre del año 2009   | Descarga digital, sencillo en CD | Fascination Records   |
| Francia      | 18 de diciembre del año 2009 | Descarga digital                 | Universal Music       |
| México       | 2 de febrero del año 2010    | Descarga digital                 | Universal Music       |
| Bélgica      | 8 de febrero del año 2010    | Descarga digital                 | Universal Music       |
| Brasil       | 8 de febrero del año 2010    | Descarga digital                 | Universal Music       |
| Dinamarca    | 8 de febrero del año 2010    | Descarga digital                 | Universal Music       |
| Finlandia    | 8 de febrero del año 2010    | Descarga digital                 | Universal Music       |
| Grecia       | 8 de febrero del año 2010    | Descarga digital                 | Universal Music       |
| Luxemburgo   | 8 de febrero del año 2010    | Descarga digital                 | Universal Music       |
| Noruega      | 8 de febrero del año 2010    | Descarga digital                 | Universal Music       |
| Portugal     | 8 de febrero del año 2010    | Descarga digital                 | Universal Music       |
| España       | 8 de febrero del año 2010    | Descarga digital                 | Universal Music       |
| Suiza        | 8 de febrero del año 2010    | Descarga digital                 | Universal Music       |
| Alemania     | 12 de febrero del año 2010   | Descarga digital                 | Universal Music       |
| Alemania     | 26 de febrero del año 2010   | Sencillo en CD                   | Universal Music       |